# استان حجه
 حجه  به عربی ( محافظة حجة ) نام استانی در کشور یمن در شبه جزیره عربستان است. این استان در شمال غرب یمن ، دارای خط ساحلی و مرز مشترک با عربستان سعودی است.

## جغرافیا
این استان در ۱۲۷ کیلومتری شمال غربی شهر صنعا واقع شده‌است.
ارتفاع «حجه» از سطح دریا ۱۹۰۰ متر می‌باشد و بروی تپه بلندی قرار دارد. 
استان حجه شامل مناطق گوناگونی است که به شرح زیر می‌باشند.

## جمعیت
در سرشماری سال ۲۰۰۴ جمعیت این استان حدود ۱،۵ میلیون نفر بوده است. 
جمعیت این استان متشکل از شیعیان زیدی با حدود ۵۰_۶۰ درصد جمعیت و سنی های شافعی با حدود ۳۵_۴۵ درصد است. اقلیت نسبتا کوچکی هم از شیعیان دوازه امامی در این استان حضور دارند.
| دین مردم استان حجه | دین مردم استان حجه | دین مردم استان حجه | دین مردم استان حجه | دین مردم استان حجه |
| ------------------ | ------------------ | ------------------ | ------------------ | ------------------ |
| قومیت              | قومیت              |                    | درصد               | درصد               |
| شیعه زیدی          | شیعه زیدی          |                    | ۵۵٪                | ۵۵٪                |
| سنی شافعی          | سنی شافعی          |                    | ۴۰٪                | ۴۰٪                |
| شیعه دوازده امامی  | شیعه دوازده امامی  |                    | ۵٪                 | ۵٪                 |

## دهستان‌ها وروستاهای حجه
ناحیه بنی العوام: 
| - الطور - مَبین - الجمیمة - الشغادره - کحلان عفار - نَجَر - شرس - المدان - ظُلیمه - حبور - کشر - وشحه - کحلان الشرف - خیران | - المحابشه - القفل - الشاهل - اسلم - افلح الشام - کعیدنه - عبس والمفتاح - حرض - میری (يمن) - شهاره - مستبا - بکیل المیر - افلح الیمن |  |

کوهستان روحان در جنوب استان حجه و هم مرز با صنعا 

## دره‌های حجه
بنا به روایت الویسی: دره‌های حجه عبارت‌اند از:
- درهٔ  عین علی  .
- درهٔ  بنی عُکاب  .
- درهٔ  عیان  .
- درهٔ  مور  .
- درهٔ  شِرس

مسیل این دره‌ها به مناطق حاصلخیز و دشت‌های: الخیر و الظفیر و صبابات شمال حجه و شرق الجاهلی می‌ریزند.

## آثار
این استان شامل آثار باستانی و قلعه‌های تاریخی متعددی می‌باشد که در قلل کوه‌های اطراف آن ساخته شده‌است. 
از مشهورترین قلعه‌های آن: «قلعهٔ نعمان» و «قلعهٔ القاهره» است که برفراز تپه‌ای در جنوب حجه بنا نهاده شده‌است.

## مشاهیر
از مشاهیر این استان : حجة بن اسلم بن علیان بن زید بن جُشم بن حاشد می‌توان نام برد. وی یکی از حکمرانان پیشین این منطقه بوده‌اند. 